# 2001 Mars Odyssey
2001 Mars Odyssey és un vehicle espacial robòtic que orbita el planeta Mart. El projecte va ser desenvolupat per la NASA i contractat a Lockheed Martin, amb un cost estimat per a tota la missió de 297 milions $. La seva missió és utilitzar espectròmetres i captadors d'imatges electròniques per buscar proves passades o presents d'aigua i activitat volcànica a Mart. S'espera que les dades que Odyssey va obtenir ajudaran a respondre a la pregunta de si alguna vegada va existir vida a Mart. També actua com un relé de comunicacions entre els Mars Exploration Rovers, la sonda Phoenix i la Terra. La missió va ser nomenada en referència a la pel·lícula 2001: una odissea de l'espai.
Odyssey va ser llançat el 7 d'abril de 2001 en un coet Delta II des de Cap Canaveral, i va arribar a l'òrbita de Mart el 24 d'octubre de 2001, a les 2:30 hores UTC. El motor principal de la nau espacial va disparar per frenar la velocitat del vehicle, que li va permetre ser capturada en òrbita al voltant de Mart. Odyssey va utilitzar una tècnica anomenada «aerofrenada» que a poc a poc va portar la nau més propera a Mart a cada òrbita. Mitjançant l'ús de l'atmosfera de Mart per frenar la nau en la seva òrbita, en lloc de disparar el seu motor o propulsors, Odyssey va ser capaç de salvar més de 200 quilograms de combustible. L'aerofrenat va acabar al gener, i l'Odissey va iniciar la seva missió de cartografia el 19 de febrer de 2002.

## Visió general
El 28 de maig de 2002 (sol 210), la NASA va informar que l'instrument GRS d'Odyssey havia detectat grans quantitats d'hidrogen, un signe que hi ha d'haver gel situat dins d'un metre de la superfície del planeta, i va procedir a cartografiar la distribució de l'aigua per sota de la poca profunditat de superfície. L'òrbita també va descobrir grans dipòsits de gel d'aigua a granel a prop de la superfície de les regions equatorials.
Odyssey també ha servit com a mitjà principal de comunicacions per als exploradors de la superfície de la NAS de la NASA durant la darrera dècada, fins al rover de Curiosity. Al 15 de desembre de 2010, va batre el rècord de la nau espacial que va servir més temps a Mart, amb 3.340 dies de funcionament, reclamant el títol del Mars Global Surveyor de la NASA. Actualment, manté el rècord de la nau espacial contínuament activa en vida en òrbita al voltant d'un planeta diferent de la Terra, per davant de l'òrbita Venere Pioneer (amb 14 anys de durada) i el Mars Express (amb més de 14 anys).

## Nom
L'agost de 2000, la NASA va sol·licitar noms de candidats per a la missió. Dels 200 noms presentats, el comitè va triar el reconeixement astrobiològic i el topògraf elemental, abreujat ARES (homenatge a Ares, el déu grec de la guerra). Davant de la crítica que aquest nom no era gaire convincent i massa agressiu, el comitè de designació es va tornar a reunir. El nom del candidat "Odissea de Mars 2001" anteriorment havia estat rebutjat per motius de preocupacions sobre drets d'autor i marques comercials. Tanmateix, la missió electrònica de la NASA Arthur C. Clarke va enviar per correu electrònic a Sri Lanka, que va respondre que estaria encantat de tenir la missió amb el nom dels seus llibres i no va tenir cap objecció. El 20 de setembre, l'administrador associat de la NASA, Ed Weiler, va escriure a l'administrador associat d'assumptes públics recomanant un canvi de nom d'ARES a 2001 Mars Odyssey. Peggy Wilhide va aprovar el canvi de nom.